# Emory Polley
Emory Dominique Polley (Cleveland, ...) è un giocatore di football americano statunitense che gioca come cornerback per i Düsseldorf Panther.
Dopo aver giocato per la squadra universitaria dei Brown Bears ha firmato con i giapponesi Panasonic Impulse. Ha successivamente giocato per i tedeschi Cologne Crocodiles, per poi passare ai finlandesi Helsinki Roosters e tornare in Germania ai Düsseldorf Panther.